# Zach Redmond
Zachary Thomas „Zach“ Redmond (* 26. Juli 1988 in Houston, Texas) ist ein ehemaliger US-amerikanischer Eishockeyspieler und derzeitiger -trainer, der im Verlauf seiner aktiven Karriere zwischen 2007 und 2023 unter anderem 133 Spiele für die Winnipeg Jets, Colorado Avalanche, Canadiens de Montréal und Buffalo Sabres in der National Hockey League (NHL) auf der Position des Verteidigers bestritten hat. Zudem absolvierte Redmond über 400 Partien in der American Hockey League (AHL) und stand darüber hinaus 165-mal für den EHC Red Bull München in der Deutschen Eishockey Liga (DEL) auf dem Eis, mit dem er im Jahr 2023 die Deutsche Meisterschaft gewann.

## Karriere

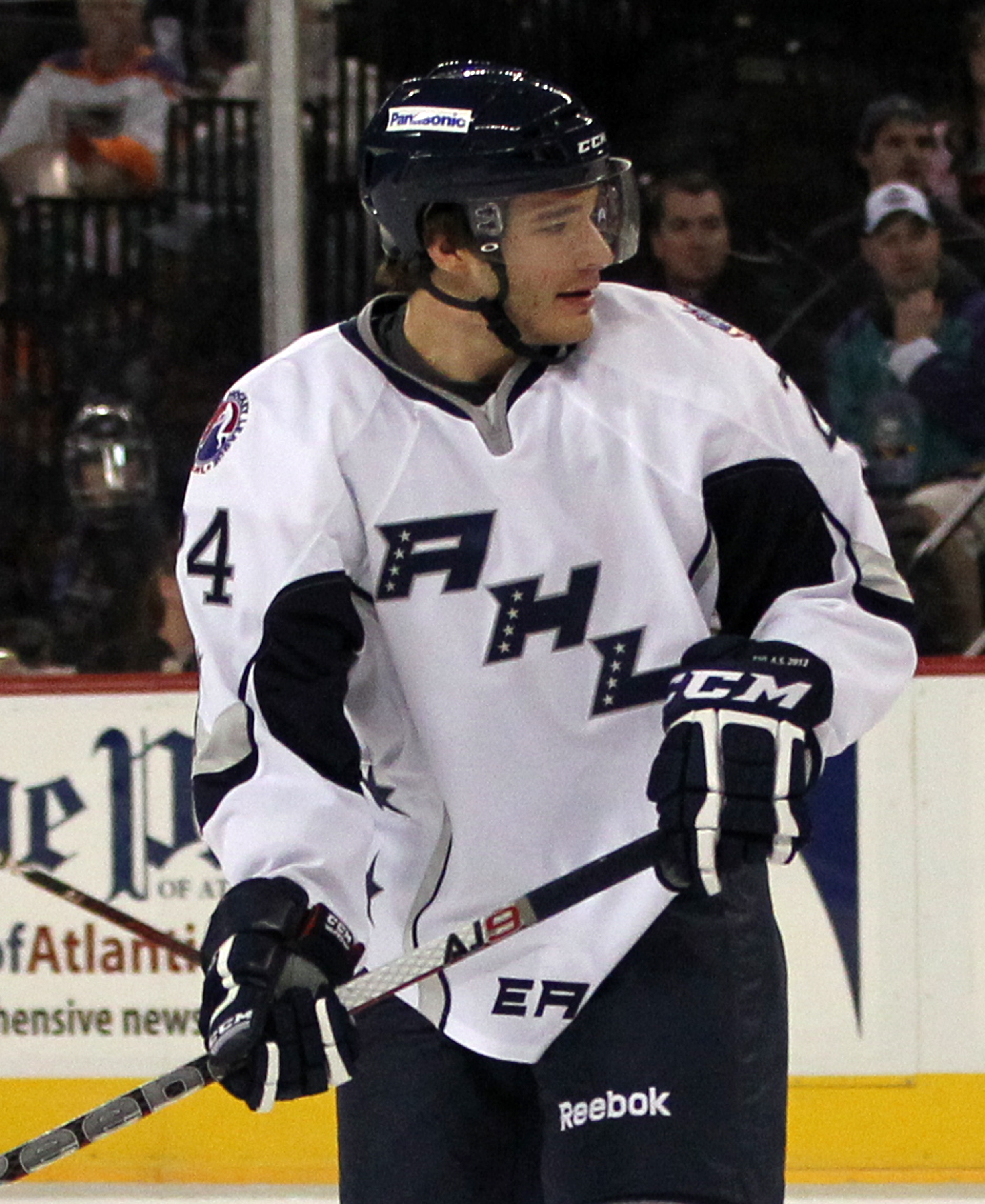
Redmond beim AHL All-Star Classic 2012

Redmond begann seine Karriere in der Saison 2005/06 bei den Sioux Falls Stampede in der US-amerikanischen Juniorenliga United States Hockey League (USHL) und war dort für zwei Spielzeiten aktiv. Zwischen 2007 und 2011 stand er für die Universitätsmannschaft der Ferris State University in der Western Collegiate Hockey Association (WCHA), die in den Spielbetrieb der National Collegiate Athletic Association (NCAA) eingegliedert ist, auf dem Eis.
Im April 2011 wurde er von den Atlanta Thrashers aus der National Hockey League (NHL) unter Vertrag genommen, die ihn jedoch für den verbleibenden Rest der Saison 2011/12 beim Farmteam Chicago Wolves in der American Hockey League (AHL) einsetzten. Nachdem die Organisation der Thrashers nach Winnipeg umgesiedelt wurde und fortan als Winnipeg Jets in der NHL antrat, wechselte auch das Farmteam und der Verteidiger spielte in der Saison 2011/12 für die St. John’s IceCaps in der AHL. In der darauffolgenden Saison debütierte Redmond in der NHL und absolvierte insgesamt acht Partien für die Jets, verbrachte jedoch auch weiterhin einen Großteil seiner Zeit bei den IceCaps. Im Juli 2014 wechselte der Rechtsschütze innerhalb der Liga zu der Colorado Avalanche, wo er einen Zweijahresvertrag bis zum Ende der Saison 2015/16 erhielt. Dieser wurde in der Folge nicht verlängert, sodass sich Redmond im Juli 2016 als Free Agent den Canadiens de Montréal anschloss. Nach einem Jahr in Montréal wurde Redmond im Oktober 2017 im Tausch für Nicolas Deslauriers an die Buffalo Sabres abgegeben. Bei den Sabres beendete er die Saison und unterzeichnete anschließend im Juni 2018 einen auf die AHL beschränkten Zweijahresvertrag bei den Rochester Americans, bei denen er bereits den Großteil der abgelaufenen Spielzeit eingesetzt wurde. In der AHL wurde der US-Amerikaner am Ende der Saison 2018/19 mit dem Eddie Shore Award ausgezeichnet und ins AHL First All-Star Team berufen.
Nach drei Jahren bei den Amerks wechselte Redmond im Sommer 2020 erstmals in seiner Karriere nach Europa, wo er sich dem EHC Red Bull München aus der Deutschen Eishockey Liga (DEL) anschloss. Dort wurde der Abwehrspieler am Ende der Saison 2021/22 mit der Mannschaft Vizemeister und als DEL-Verteidiger des Jahres ausgezeichnet. Im Jahr darauf gewann er mit den Münchenern seine erste Deutsche Meisterschaft und bat in der anschließenden Sommerpause aus persönlichen Gründen um die Auflösung seines laufenden Vertrags, um sich schlussendlich aus dem aktiven Profisport zurückzuziehen. Anschließend wurde er im August 2023 in den Trainerstab seines Ex-Teams Buffalo Sabres aufgenommen.

### International
Bei der Weltmeisterschaft 2015 vertrat Redmond sein Heimatland erstmals auf internationalem Niveau und gewann dabei die Bronzemedaille. In fünf Turniereinsätzen bereitete er dabei einen Treffer vor.

## Erfolge und Auszeichnungen
| - 2007 Clark-Cup-Gewinn mit den Sioux Falls Stampede - 2007 Curt Hammer Award der USHL - 2010 CCHA Second All-Star Team - 2011 CCHA First All-Star Team - 2011 NCAA West Second All-American Team - 2012 Teilnahme am AHL All-Star Classic - 2018 AHL Second All-Star Team | - 2019 Teilnahme am AHL All-Star Classic - 2019 Eddie Shore Award - 2019 AHL First All-Star Team - 2022 Deutscher Vizemeister mit dem EHC Red Bull München - 2022 DEL-Verteidiger des Jahres - 2023 Deutscher Meister mit dem EHC Red Bull München |

### International
- 2015 Bronzemedaille bei der Weltmeisterschaft

## Karrierestatistik

### International
Vertrat die USA bei:
- Weltmeisterschaft 2015

(Legende zur Spielerstatistik: Sp oder GP = absolvierte Spiele; T oder G = erzielte Tore; V oder A = erzielte Assists; Pkt oder Pts = erzielte Scorerpunkte; SM oder PIM = erhaltene Strafminuten; +/− = Plus/Minus-Bilanz; PP = erzielte Überzahltore; SH = erzielte Unterzahltore; GW = erzielte Siegtore; 1 Play-downs/Relegation; Kursiv: Statistik nicht vollständig)